# パリ北駅
パリ北駅（パリきたえき、パリ・ノール、パリ・ガール・デュ・ノール、ガール・デュ・ノール、Paris-Nord、Paris Gare du Nord、Gare du Nord）はフランスの首都・パリ市10区にある、フランス国鉄（SNCF）とパリ交通公団 （RATP）の駅。

## 概要
SNCFにおけるパリの主要ターミナル駅の一つである。RERとメトロの路線ではガール・デュ・ノール（Gare du Nord）という駅名が使用され、TGVなどの遠距離路線、国際路線ではパリ・ノール（Paris-Nord）である。SNCFにおける利用者数は年間約2億人超で、フランス国鉄の駅のみならず、ヨーロッパにある鉄道駅の中でも最多となっている。

### 利用可能な路線・列車
- 国際列車
  - ユーロスター - ロンドン行
  - タリス - ブリュッセル、ブリュッセル空港、アムステルダム中央駅、ケルン中央駅、ドルトムント中央駅行
  - 夜行列車 - ハンブルク、ベルリン行
- フランス国鉄（幹線）
  - TGV - リール、ダンケルク、アラス、カレーなどフランス北部方面行
  - Corail IntercitésおよびTER - ピカルディ地域圏、ノール＝パ・ド・カレー地域圏方面行
- 近郊列車（トランシリアン） トランシリアンH線・ トランシリアンK線 - セーヌ＝サン＝ドニ県、ヴァル＝ドワーズ県、オワーズ県方面行
- RER
  -  B線 - シャルル・ド・ゴール国際空港、マシー方面行など。当駅以北はフランス国鉄、以南はRATPの運行。
  -  D線 - クレイユ、リヨン駅、ムラン方面行など。フランス国鉄の運行。

また地下にはRATPが運行するメトロ4号線、5号線の駅がある。
RER E線のマジャンタ駅、メトロ2号線のラ・シャペル駅も乗換駅とされており、地下通路により連絡している。パリ東駅も徒歩で乗り換え可能な距離にあるが、連絡通路はなく地上部を経由することになる。

## 歴史
北駅は北部鉄道のターミナル駅として1846年6月14日に開業し、同日に開業したパリ - アミアン - リール線の起点となった。駅はすぐに手狭となったため、1860年には駅舎の一部を解体して敷地を拡張した。
1861年からイトルフの設計による現駅舎の建設が始まり、1864年には一部工事中のまま使用が開始され、1865年に完成した。ホーム全体は大きなトレイン・シェッドで覆われており、これを支える柱は鋳鉄製である。この柱はスコットランド製であるが、これは当時そのような大きな柱を作れる鋳造所がスコットランドにしかなかったためである。
その後も利用者の増加にともない数度にわたってホームの増設や内装の変更が行なわれ、さらに東側に近郊列車用のホームが増設された。また1906年にメトロ5号線が、1908年に4号線がそれぞれ開業した。
北駅はドイツ北部から北ヨーロッパ、東ヨーロッパ北部、東ヨーロッパ東部、ロシアへ至る鉄道網のターミナルとなり、また鉄道連絡船を介してイギリスへの列車も運転された。ロシア方面への「北急行」やロンドン行「フレッシュ・ドール」といった列車の始発駅であった。日本からシベリア鉄道経由でフランスに向かった場合も、多くは当駅に到着した。
1981年にRER B線の地下駅が開業したが、当駅を境として電化方式が北側は交流25,000V50Hz、南側は直流1,500Vと異なることから直通運転は行なわれず、運行系統は当駅で分断され、乗り換えが必要であった。1983年以降、交直切替のための地上設備（デッドセクション）が設けられ、順次交直流電車が導入され直通運転が行なわれるようになった。1987年にはRER D線が開業した。これらにより地上駅を起点としていた近郊列車の一部が地下線経由となり、パリ中心部を経て南郊外まで直通するようになった。
1993年にはLGV北線が開業し、フランス北部方面へのTGVの始発駅となった。1994年のユーロスター乗り入れに伴い、3 - 6番線はその専用ホームとなった。
2023年1月11日、駅構内で刃物を使用した傷害事件が発生。国鉄の警備員を含む複数の警官が発砲して容疑者を含む6人以上が負傷。

## 駅構造

### フランス国鉄

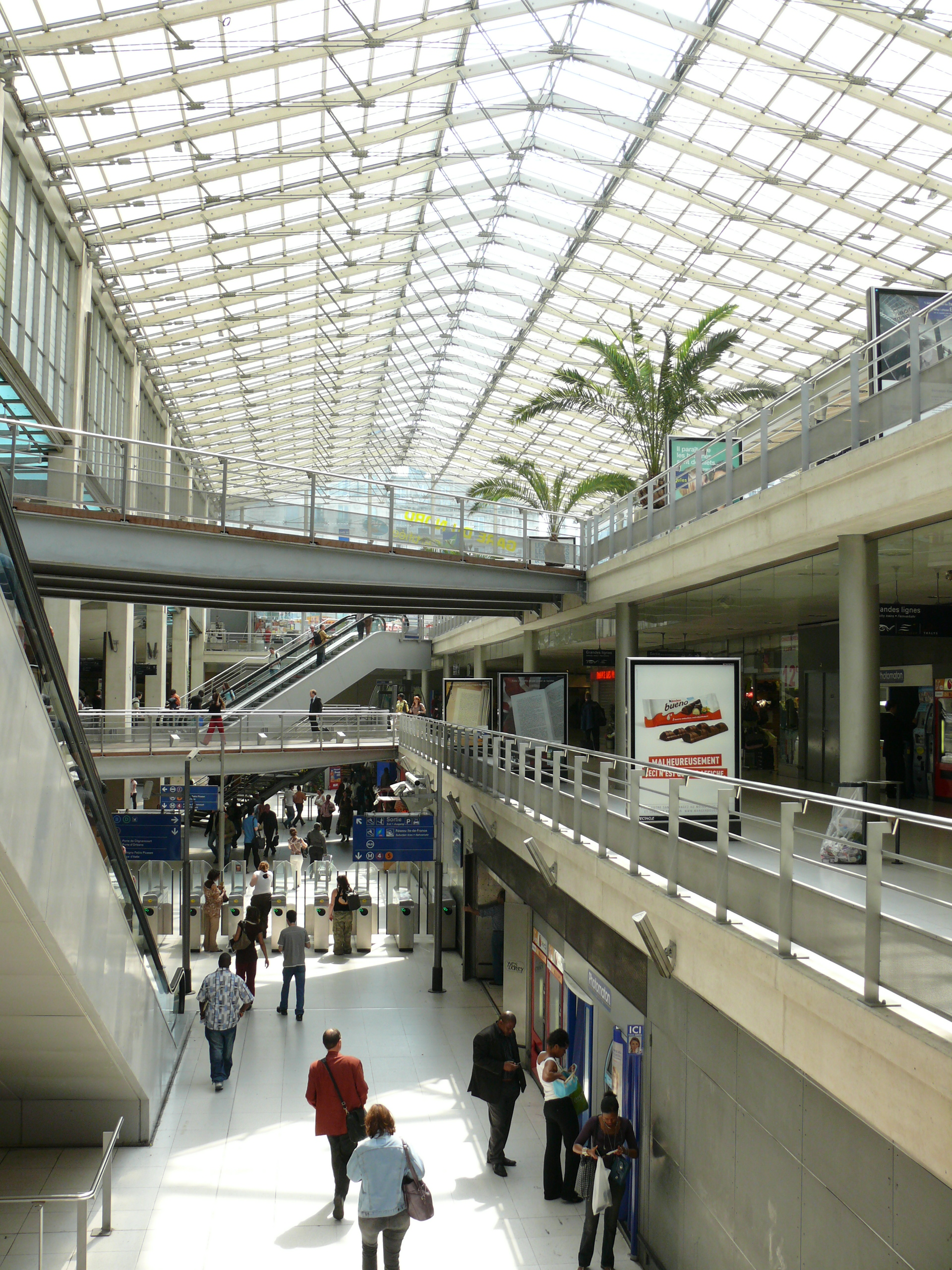
コンコース

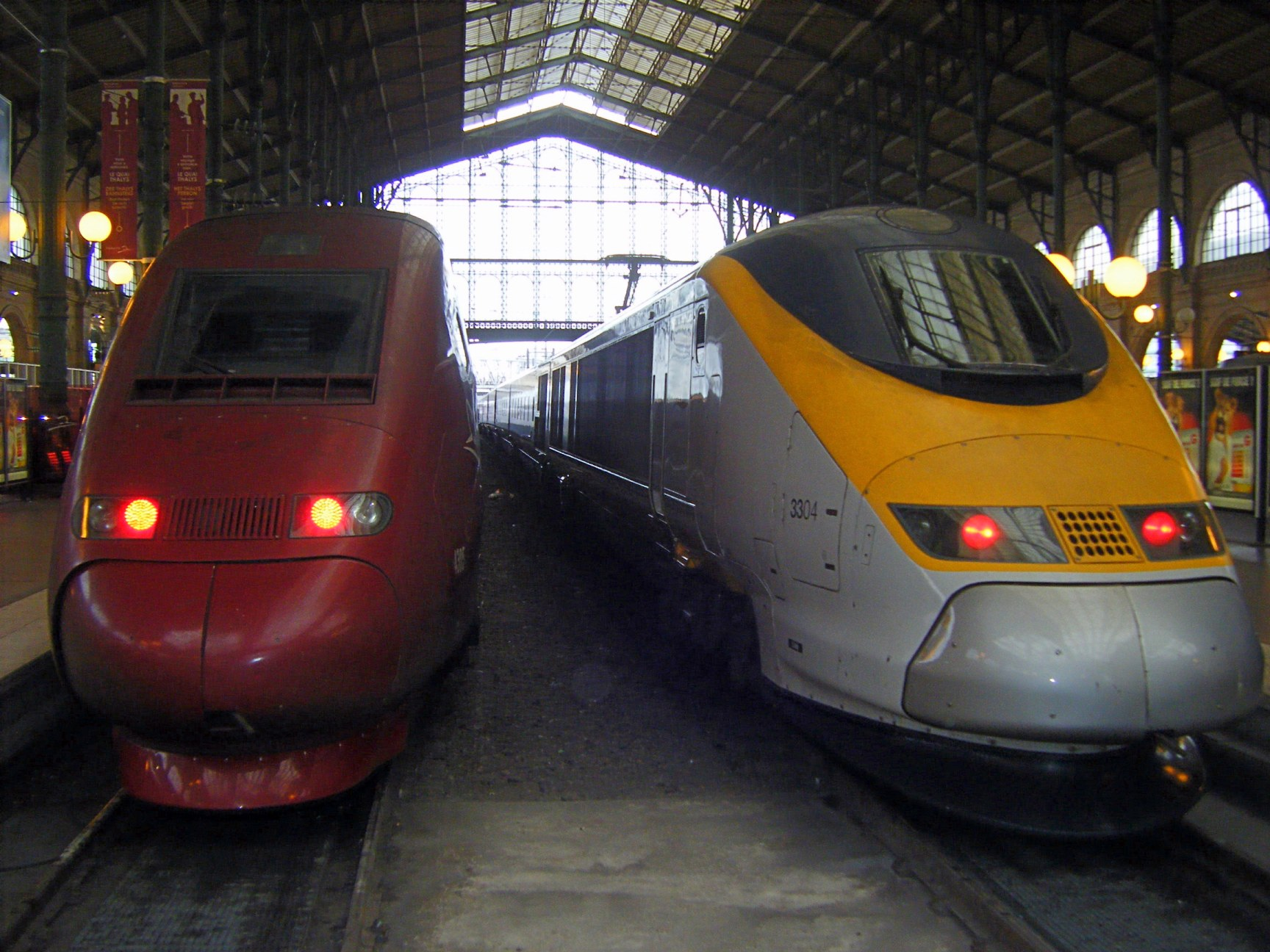
頭端式ホームに停車中のタリス編成とユーロスター編成

地上部分に南北方向に頭端式ホーム28線を有する。
ユーロスター用ホームの入口には出入国審査場が設けられており、チェックインを済ませた乗客以外はホームに入ることができない。これはイギリスがシェンゲン協定に加盟していないためである。
またトランジリアン用のホームの入口には自動改札機が設置されており、他のホームとは分離されている。地下のRER駅にも自動改札機があり、近郊列車ホームとは改札内で連絡している。
地上ホームの南端に接して1865年に完成した駅舎がある。これはジャック・イトルフの設計によるもので、正面にはパリおよびの沿線の諸都市を象徴する23の女神像がある。駅舎内には出札窓口や案内所のほか、レストラン、カフェ、郵便局、警察署などがある。

#### のりば

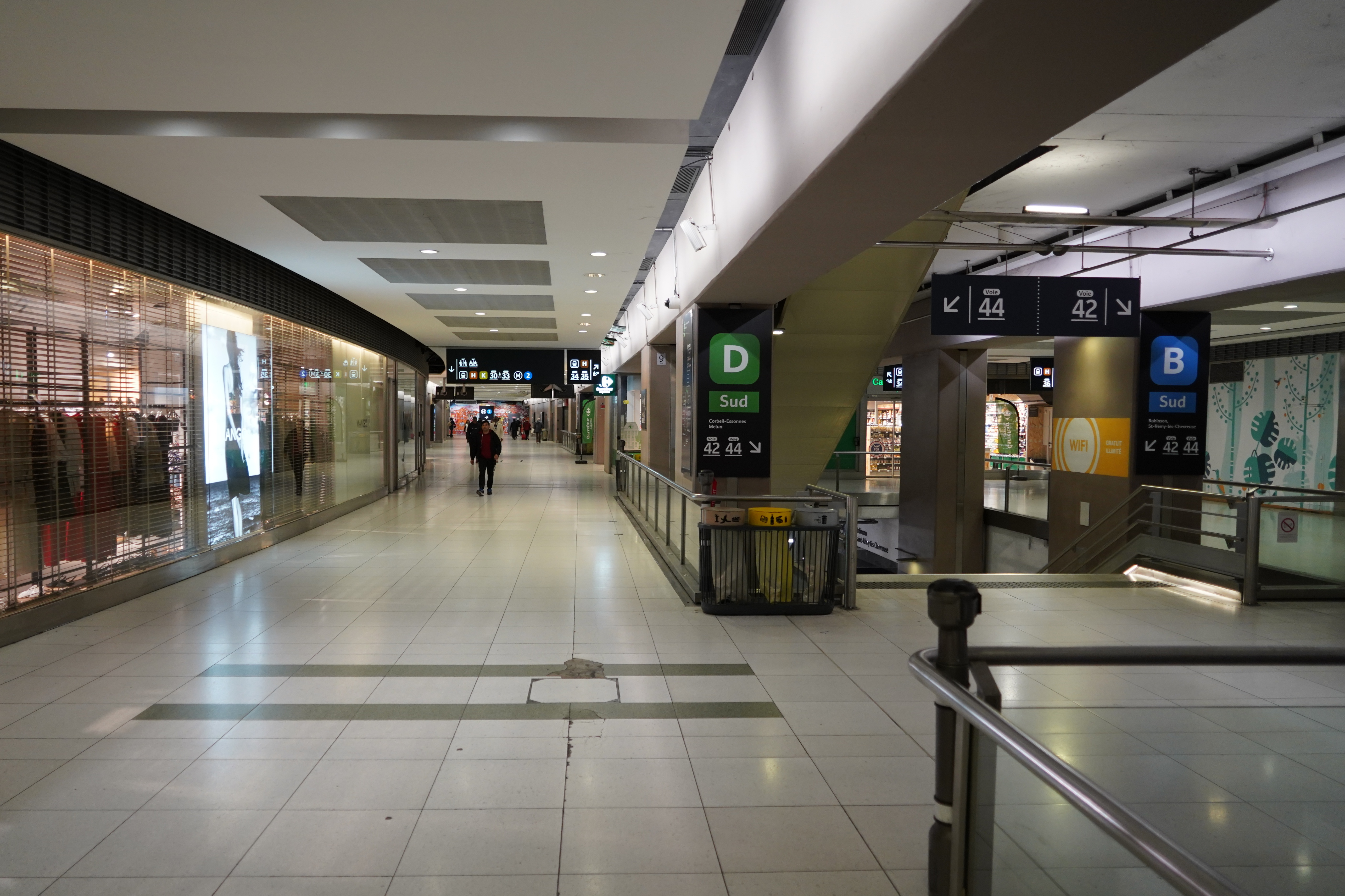
改札内コンコース
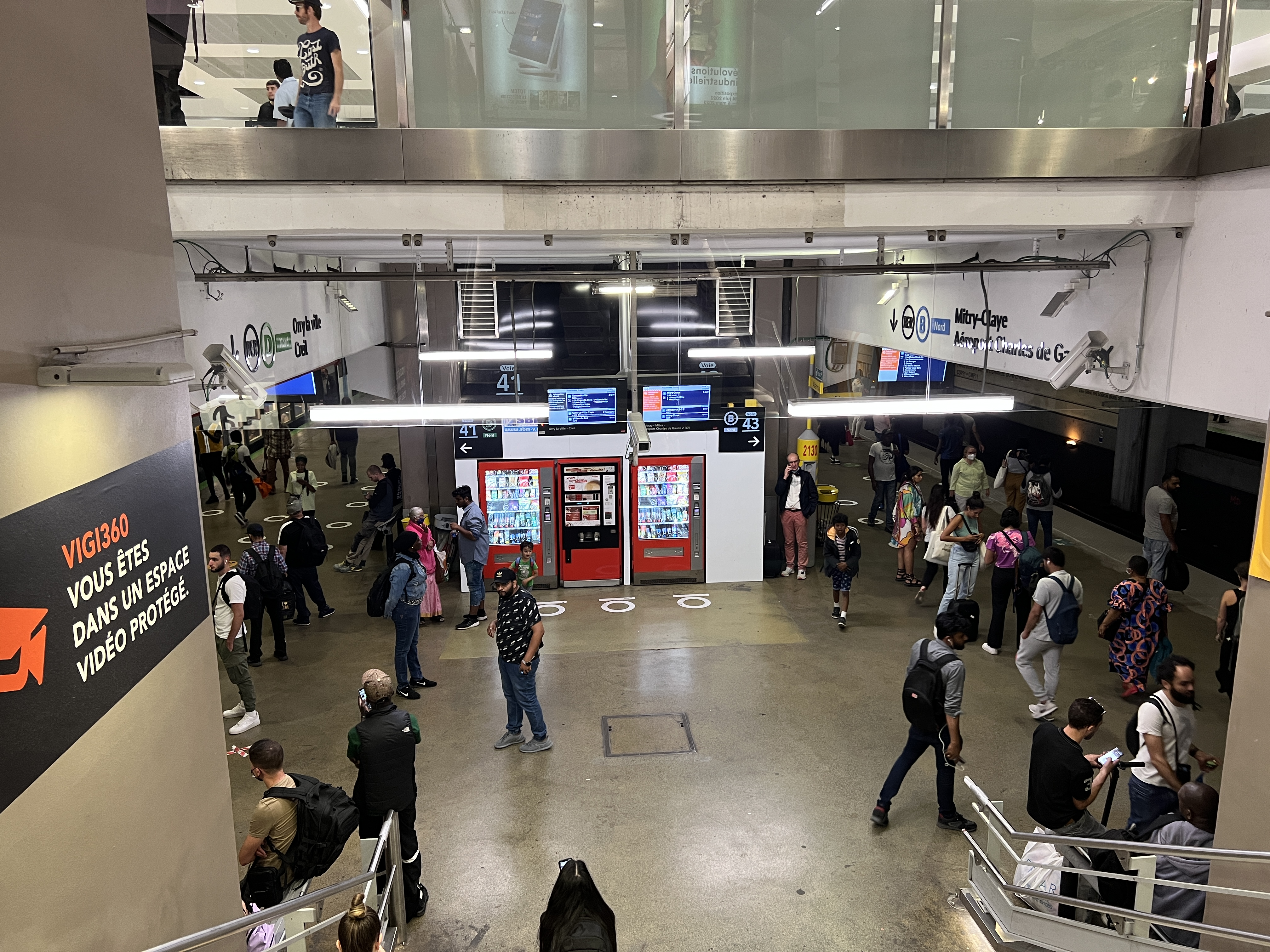
41・43番ホーム
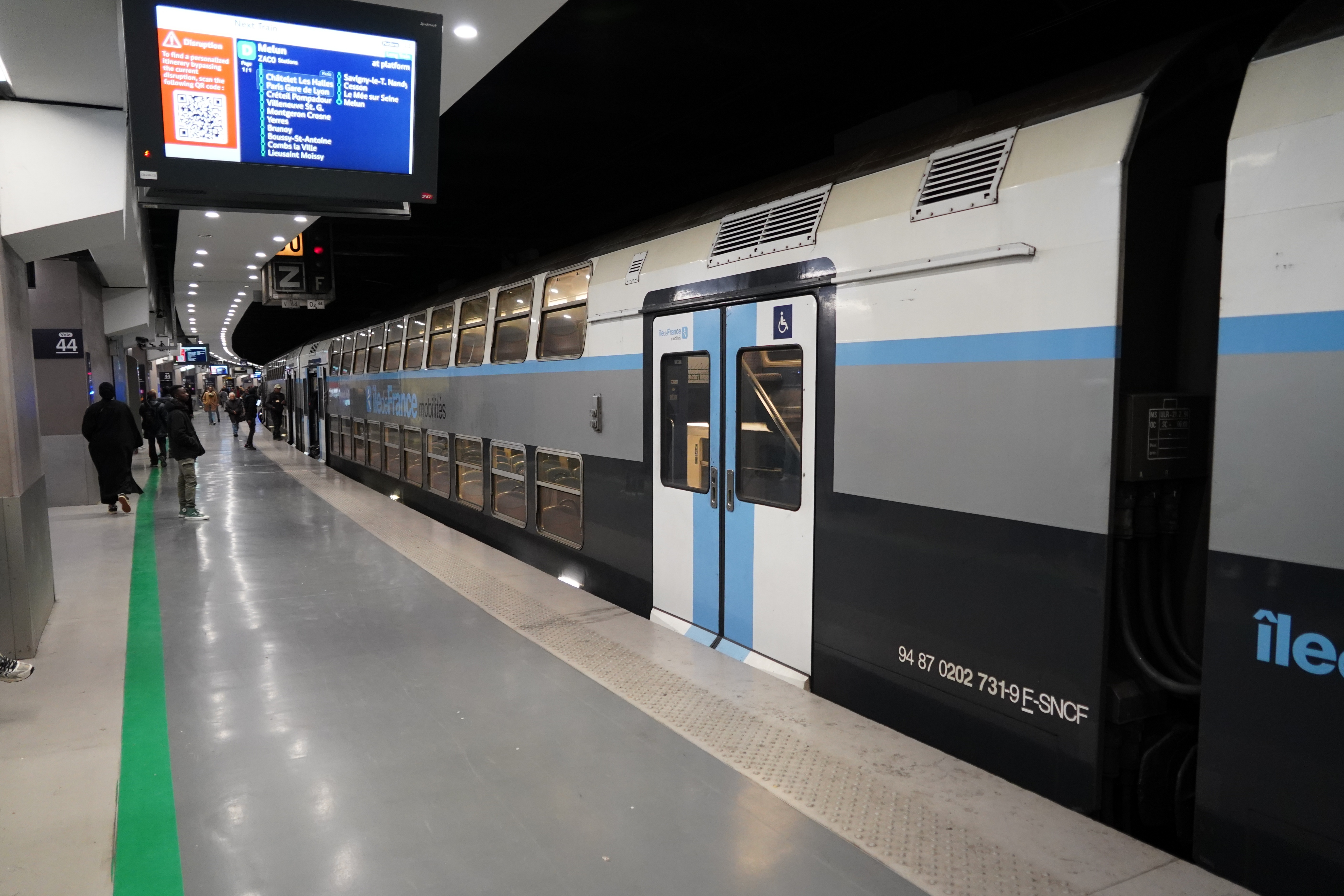
44番ホーム

地上ホームは西から順に1 - 21番線および30 - 36番線で、以下のように使われている。
| ホーム  | 発着列車                           | 行先                                   |
| ------- | ---------------------------------- | -------------------------------------- |
| 1・2    | 業務用であり旅客列車は使用しない。 | 業務用であり旅客列車は使用しない。     |
| 3 - 6   | ユーロスター                       | ロンドン・セント・パンクラス方面       |
| 7・8    | ユーロスター                       | ブリュッセル南方面                     |
| 9 - 21  | TGVなど長距離列車、一部のTER       | リール＝フランドル、カレー・ヴィル方面 |
| 30 - 40 | トランシリアンH線                  | ポントワーズ、クレイユ方面             |
| 30 - 40 | トランシリアンK線                  | クレピー＝アン＝ヴァロワ方面           |

### RER
SNCFの地上駅舎の地下にRER用のコンコースやホームがあり、島式ホーム2面4線を有する。

#### のりば
| ホーム | 路線 | 方向   | 行先                                                 |
| ------ | ---- | ------ | ---------------------------------------------------- |
| 41     | D線  | 北方面 | クレイユ駅方面                                       |
| 43     | B線  | 北方面 | シャルル・ド・ゴール空港第2TGV、ミトリー＝クレイ方面 |
| 44     | D線  | 南方面 | コルベイユ＝エソンヌ、ムラン方面                     |
| 42     | B線  | 南方面 | ロバンソン、サン＝レミ＝レ＝シュヴルーズ方面         |

- 改札内コンコース
- 41・43番ホーム
- 44番ホーム

### パリメトロ
4号線・5号線ともに相対式ホーム2面2線を有する地下駅である。4号線側はホームドアを完備している。

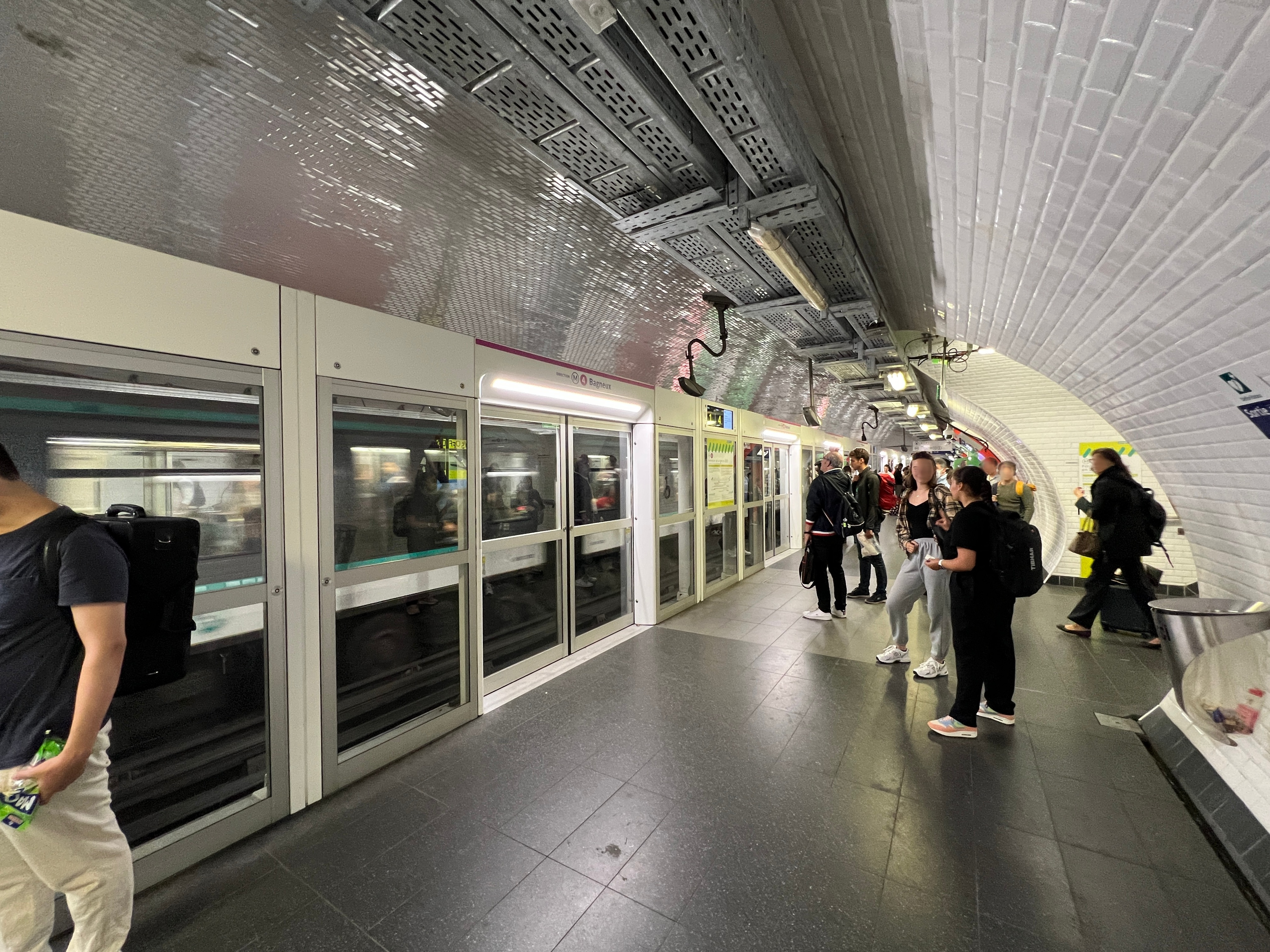
4号線ホーム
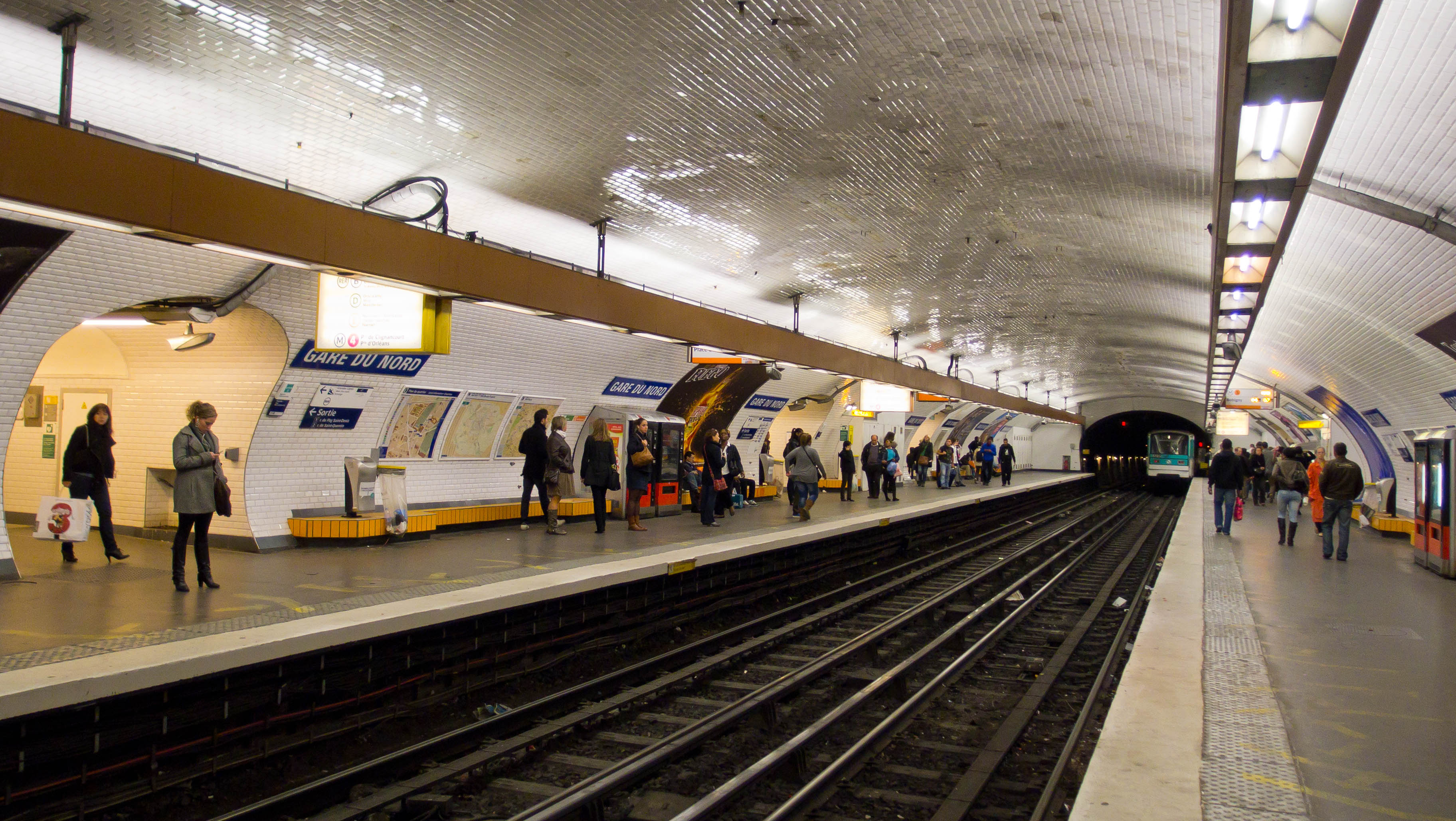
5号線ホーム

## 利用状況
2014年の統計を元に翌年発表された資料によると、SNCFにおける本駅の長距離旅客の比率はトランシリアン49%、アンテルシテとTER28%、TGVなどの高速列車が23%となっている:14頁。同時期における平日の1日あたり平均旅客数はアンテルシテとTER合算で69,600人、TGVなどの高速列車が57,500人だった:9頁。
各年の利用状況は以下の通り。
| 年   | 年間        | 年間  | 年間             | 年間       | 年間       | 年間    | 計 (A+B)    | 1日平均 |
| 年   | SNCF        | SNCF  | SNCF             | RATP(B)    | RATP(B)    | RATP(B) | 計 (A+B)    | 1日平均 |
| 年   | 全体(A)     | 出典  | (トランシリアン) | RER (B線)  | メトロ     | 出典    | 計 (A+B)    | 1日平均 |
| ---- | ----------- | ----- | ---------------- | ---------- | ---------- | ------- | ----------- | ------- |
| 2015 | 238,424,127 | [ 6 ] |                  | 50,793,797 | 47,759,711 | [ 7 ]   | 336,977,635 | 923,226 |
| 2016 | 242,319,816 | [ 6 ] |                  | 47,738,502 | 50,872,319 | [ 8 ]   | 340,930,637 | 931,504 |
| 2017 | 248,007,131 | [ 6 ] |                  | 47,465,765 | 50,860,744 | [ 9 ]   | 346,333,640 | 948,859 |
| 2018 | 244,502,421 | [ 6 ] |                  | 42,502,942 | 45 793 828 | [ 10 ]  | 332,799,191 | 911,779 |
| 2019 | 244,759,909 | [ 6 ] | (342,193)        | 47,417,703 | 51,141,374 | [ 12 ]  | 343,318,986 | 940,600 |
| 2020 | 131,685,210 | [ 6 ] |                  | 25,134,283 | 25,381,876 | [ 13 ]  | 182,201,369 | 497,818 |
| 2021 | -           | -     | -                | 34,503,097 | 32,102,825 | [ 14 ]  | -           | -       |

## 駅周辺

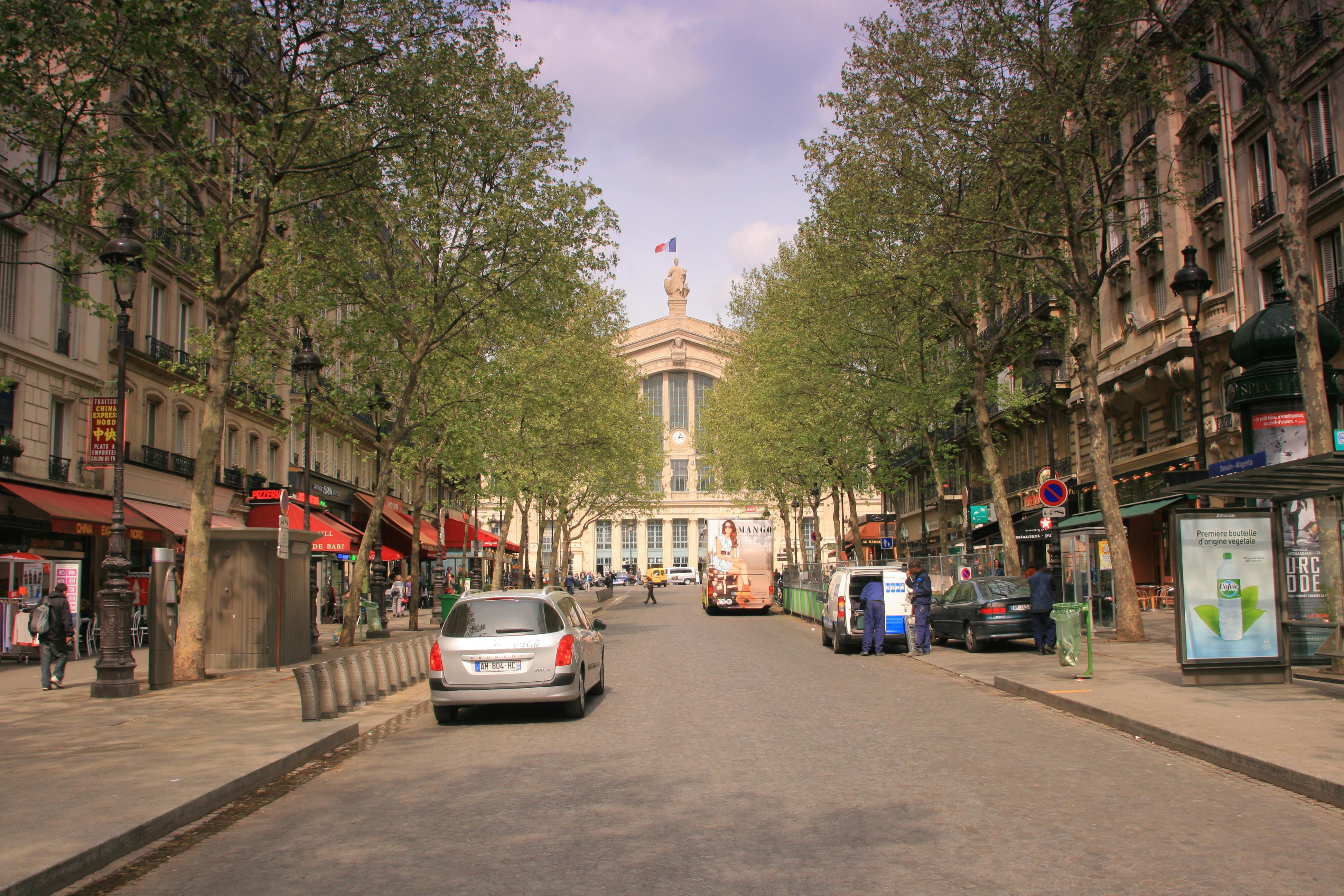
駅前の通り（ドゥナ通り）

- ダンケルク通り（フランス語版）
- ドゥナ通り（フランス語版）
- サン＝カンタン通り（フランス語版）
- コンピエーニュ通り（フランス語版）
- モーブージュ通り（フランス語版）
- サン＝ヴァンサン＝ド＝ポール教会（英語版、フランス語版）
- アリスティド＝カヴァイエ＝コール広場（フランス語版）
- ラリボワジエール病院（英語版、フランス語版）
- カルフールシティ（英語版） パリ・ラファイエット

## 隣の駅
| ユーロスター・インターナショナル | ユーロスター・インターナショナル           | ユーロスター・インターナショナル |
| --- | ------------------------------------------ | --- |
| セント・パンクラス駅 セント・パンクラス方面 | ユーロスター                               | 終点駅 |
| ブリュッセル南駅 ドルトムント中央方面 デュッセルドルフ中央方面 ケルン中央方面 アムステルダム中央方面 ブリュッセル南方面                                                      | ユーロスター                               | 終点駅 |
| フランス国鉄（SNCF） |                                            | |
| アラス駅 ラン＝デュ＝フリエ方面 ブローニュ＝ヴィル方面 カレー・ヴィル方面 ダンケルク方面 リール・ウロップ方面 トゥールコワン方面 リール＝フランドル方面 ヴァランシエンヌ方面 | TGV inOui                                  | 終点駅 |
| リール＝フランドル駅 リール＝フランドル方面 | TGV inOui                                  | 終点駅 |
| クレイユ駅 ブリュッセル南方面 | Ouigo Train Classique                      | 終点駅 |
| クレイユ駅 リール＝フランドル方面 | TERオー＝ド＝フランス（Krono）             | 終点駅 |
| ロンゴー駅 クレイユ駅 カレー・ヴィル方面 | TERオー＝ド＝フランス（Krono）             | 終点駅 |
| ロンゴー駅 クレイユ駅 オリ＝ラ＝ヴィル＝フォレ駅 アミアン方面 | TERオー＝ド＝フランス（Krono）             | 終点駅 |
| コンピエーニュ駅 クレイユ駅 モブージュ方面 カンブレー方面 | TERオー＝ド＝フランス（Krono）             | 終点駅 |
| コンピエーニュ駅 クレイユ駅 オリ＝ラ＝ヴィル＝フォレ駅 サン＝カンタン方面 | TERオー＝ド＝フランス（Krono）             | 終点駅 |
| クレピー＝アン＝ヴァロワ駅 ダンマルタン＝ジュイ＝サン＝マール駅 ラン方面 | TERオー＝ド＝フランス（Krono）             | 終点駅 |
| オリ＝ラ＝ヴィル＝フォレ駅 アミアン方面 サン＝ジュスタン＝ショッセ方面 | TERオー＝ド＝フランス（Citi）              | 終点駅 |
| クレイユ駅 オリ＝ラ＝ヴィル＝フォレ駅 コンピエーニュ方面 クレイユ方面 | TERオー＝ド＝フランス（Citi）              | 終点駅 |
| シャンブリ駅 ペルサン＝ボーモン駅 ボーヴェ方面 | TERオー＝ド＝フランス（Citi）              | 終点駅 |
| シャンブリ駅 ペルサン＝ボーモン駅 ル・トレポール＝メール方面 | TERオー＝ド＝フランス（ligne saisonnière） | 終点駅 |
| エピネー＝ヴィルタヌーズ駅 サン＝ドニ駅 ポントワーズ方面 エルモン＝オーボンヌ経由ペルサン＝ボーモン方面 ヴァルモンドワ方面 サン＝ルー＝ラ＝フォレ方面                        | トランシリアンH線                          | 終点駅 |
| サルセル＝サン＝ブリス駅 サン＝ドニ駅 モンスルト＝マフニエ経由ペルサン＝ボーモン方面 ルザルシュ方面 サン＝ルー＝ラ＝フォレ方面 サルセル＝サン＝ブリス方面                    | トランシリアンH線                          | 終点駅 |
| オルネー＝スー＝ボワ駅 クレピー＝アン＝ヴァロワ方面 | トランシリアンK線                          | 終点駅 |
| RER B線 |                                            | |
| オルネー＝スー＝ボワ駅 ラ・プレンヌ＝スタッド・ド・フランス シャルル・ド・ゴール空港第2TGV方面 ミトリー＝クレイ方面                                                          |                                            | シャトレ-レ・アル駅 ダンフェール＝ロシュロー方面 ラプラス方面 ロバンソン方面 マッシー・パレゾー方面 オルセー＝ヴィーユ方面 サン＝レミ＝レ＝シュヴルーズ方面 |
| RER D線 |                                            | |
| スタッド・ド・フランス＝サン＝ドニ駅 クレイユ方面 オリ＝ラ＝ヴィル＝フォレ方面 ヴィリエ＝ル＝ベル＝ゴネス＝アルヌービル方面                                                  |                                            | シャトレ-レ・アル駅 コルベイユ＝エソンヌ方面 |
| RER D線 |                                            | |
| スタッド・ド・フランス＝サン＝ドニ駅 グッサンヴィル方面 |                                            | シャトレ-レ・アル駅 ムラン方面 |
| メトロ4号線 |                                            | |
| バルベス・ロシュシュアール ポルト・ド・クリニャンクール方面 |                                            | パリ東駅 バニュー＝リュシー・オブラック方面 |
| メトロ5号線 |                                            | |
| スターリングラード駅 ボビニー＝パブロ・ピカソ方面 |                                            | パリ東駅 プラス・ディタリー方面 |